# Flugplatz Novi Ligure

i7
i11
i13
Der Flugplatz Novi Ligure (ital. Aeroporto di Novi Ligure “Eugenio Mossi”, ICAO-Code: LIMR) ist ein italienischer Flugplatz in der Region Piemont. Er befindet sich knapp zwei Kilometer nördlich von Novi Ligure.

## Infrastruktur und Nutzung
Der in der Po-Ebene am Fuß des Ligurischen Apennin gelegene Flugplatz hat eine 1050 Meter lange und 30 Meter breite Graspiste mit der Ausrichtung 18/36. Östlich davon liegen Vorfelder, Hangars und sonstige Abfertigungseinrichtungen. Der Flugplatz dient der Allgemeinen Luftfahrt, insbesondere dem Segelflug. Betrieben wird der Platz von dem örtlichen Segelflugverein Associazione Sportiva Volo a Vela Novi, der vor Ort auch eine Flugschule unterhält.

## Geschichte
Der Flugplatz wurde am 17. Juli 1917 als Militärflugplatz eröffnet. Nach dem Ersten Weltkrieg hatte er zunächst den Status eines militärischen Notlandeplatzes, wurde aber vorwiegend zivil genutzt. Im Jahr 1932 übernahm ihn das Militär wieder, baute ihn aus und nutzte ihn bis zum Zweiten Weltkrieg als Standort verschiedener Jagd- und Aufklärungsstaffeln. Von 1947 bis 1962 diente der Flugplatz auch als Verkehrsflughafen für die Stadt Genua, weil der dortige, im Hafenbecken gebaute Flughafen erst 1962 eingeweiht werden konnte. Im Jahr 1947 landete Eva Perón, die Frau des argentinischen Präsidenten in Novi Ligure. Im Jahr 1954 nutzte die University of Bristol den Flugplatz für aerostatische Experimente. Die militärische Nutzung des Flugplatzes endete 1976, der verbliebene, kleine militärische Teil wurde 2005 ganz aufgegeben und verfällt zusehends. Der Flugplatz wurde nach Eugenio Mossi benannt, einem Testpiloten aus Spineto Scrivia, der 1925 in Turin tödlich verunglückte.